# イエス大師
イエス大師（Master Jesus）は、神智学協会に発する近代神智学、およびその影響を受けた昇天大師派において、キリスト教の救世主イエス・キリストを霊的指導者のひとりとみなしたもの。キリスト教世界に衝撃を与え、カトリック教会に近代神智学を嫌悪させる一因になった。

## 概要
近代神智学の創始者ヘレナ・P・ブラヴァツキーが出会ったことがあると主張した「大師方」の一人ではなく、後継者のアニー・ベサントとチャールズ・ウェブスター・レッドビータによって、両名の1913年の共著 Man: Whence, How and Whither （『人間 - どこから、どうやって、そしてどこへ』）において大師の一人に加えられた。
イエス大師は、ネオ神智学の教義においては古代の知恵の大師の一人、昇天大師派においてはアセンデッドマスターの一人であり、マスターたちの秘密結社グレート・ホワイト・ブラザーフッドの一員とされる。神智学協会から分派したアルケイン・スクールのアリス・ベイリーによれば、イエス大師はオカルティズムの概念である七光線のうち、第六光線を司る。

## イエス大師の前世
普遍勝利教会の教祖エリザエス・クレアによると、イエス大師はアトランティスの皇帝に二度転生しているという。一度目は紀元前33050年、二度目は紀元前15000年のことである。アリス・ベイリーによるとイエス大師はかつて紀元前13世紀にヘブライの軍事指導者ヨシュアに、紀元前16世紀に大祭司ヨシュアに生まれ変わった。

## イエス大師
昇天大師派の信奉者は、イエス大師はエルサレムでの磔によって「第四段階のイニシエーション」(近代神智学の概念）を受けたのだと信じている。
アルケイン・スクールのアリス・ベイリーやシェア・インターナショナルのベンジャミン・クレームは、イエスは肉体から復活した時、テュアナのアポローニオスに生まれ変わったと信じている。一方、昇天大師派の信奉者は、イエスが自身の肉体を伴って復活し昇天したというキリスト教の見方を支持する。
昇天大師派の信奉者は、復活の後イエスが40日目に昇天したとき、彼はユダヤからカシミールに空中に浮遊して移動し、ここで81歳になるまで生き、そこでシャンバラに昇天したと信じている。

## 懐疑的見解
K・ポール・ジョンソンは、ヘレナ・P・ブラヴァツキーは大師方について書き、大師方からの手紙をこしらえたが、その大師方とは実際には彼女の助言者であった人々を理想化したものにすぎなかった、と主張している。ニューヨーク・タイムズの記事でポール・ツワイクは、ブラヴァツキーの啓示は欺瞞的なものであったと主張した。

## 参照
1. ↑  Image of the Master Jesus distributed by ZakaiRan and painted by New Age Artist Peter Fich Christiansen
2. ↑  Besant, Annie and Leadbeater, C.W. Man: How, Whence, and Whither? Adyar, India:1913 Theosophical Publishing House Page Page 133
3. ↑  Bailey, Alice A,  A Treatise on Cosmic Fire (Section Three - Division A - Certain Basic Statements), 1932, Lucis Trust. 1925, p 1237
4. ↑  Prophet, Elizabeth Clare and Prophet, Mark (as compiled by Annice Booth) The Masters and Their Retreats Corwin Springs, Montana:2003 Summit University Press Pages 142-143
5. ↑  Bailey, Alice A. Initiation, Human and Solar New York: 1922--Lucis Publishing  Page 56
6. ↑  Prophet, Elizabeth Clare and Prophet, Mark (as compiled by Annice Booth) The Masters and Their Retreats Corwin Springs, Montana:2003 Summit University Press Pages 144
7. ↑  Johnson, Paul K. Initiates of Theosophical Masters Albany, New York:1995 State University of New York Press
8. ↑  "Talking to the Dead and Other Amusements" by Paul Zweig New York Times October 5, 1980